# Linguagem ômega
Uma linguagem-ω é um conjunto de sequências de tamanho infinito de símbolos.

## Definição formal
Seja {\displaystyle \Sigma } um conjunto não necessariamente finito de símbolos. Seguindo a definição padrão da teoria da linguagem formal, {\displaystyle \Sigma ^{*}} é o conjunto de todas as palavras finitas sobre {\displaystyle \Sigma }. Toda palavra finita tem um tamanho, que é, obviamente, uma número natural. Dada uma palavra {\displaystyle w} de tamanho {\displaystyle n}, {\displaystyle w} pode ser vista como uma função do conjunto {\displaystyle \{a\in \mathbb {N} \mid a<n\}\to \Sigma }. As palavras infinitas, ou palavras-ω, podem também ser vistas como funções de {\displaystyle \mathbb {N} } para {\displaystyle \Sigma }, com o valor de {\displaystyle i} dando o símbolo na posição {\displaystyle i}. O conjunto de todas as palavras infinitas sobre {\displaystyle \Sigma } denotado {\displaystyle \Sigma ^{\omega }}. O conjunto de todas as palavras finitas e infinitas sobre {\displaystyle \Sigma } é algumas vezes escrito como {\displaystyle \Sigma ^{\infty }}.
Assim, uma linguagem linguagem-ω {\displaystyle L} sobre {\displaystyle \Sigma } é um subconjunto de {\displaystyle \Sigma ^{\omega }}.

## Operações
Algumas operações comuns definidas em linguagens-ω são:
Interseção e uniãoDada linguagens-ω {\displaystyle L} e {\displaystyle M}, ambas {\displaystyle L\cup M} e {\displaystyle L\cap M} são linguagens-ω.
Concatenação à esquerdaSeja {\displaystyle L} uma linguagem-ω, e {\displaystyle K} uma linguagem de palavras finitas apenas. Então {\displaystyle K} pode somente  ser concatenada à esquerda de {\displaystyle L} para produzir a nova linguagem-ω {\displaystyle KL}.
Iteração infinitaA operação {\displaystyle \bullet ^{\omega }} é a versão infinita do fecho de Kleene sobre linguagens de tamanho finito. Dada uma linguagem formal {\displaystyle L}, {\displaystyle L^{\omega }} é a linguagem-ω de todas as sucessões infinitas de palavras de {\displaystyle L}. Numa visão funcional, todas as funções {\displaystyle \mathbb {N} \to L}.
PrefixosSeja {\displaystyle w} uma palavra-ω. Então, a linguagem formal {\displaystyle \pi (w)} contém todo prefixo finito de {\displaystyle w}.
LimiteDada uma linguagem de tamanho finito {\displaystyle L}, uma palavra-ω {\displaystyle w} está no limite de {\displaystyle L} se e somente se {\displaystyle \pi (w)\cap L} é um conjunto infinito. Em outras palavras, para um número natural arbitrariamente grande {\displaystyle n}, é sempre possível escolher algum prefixo {\displaystyle w} em {\displaystyle L} cujo tamanho é maior do que {\displaystyle n}. A operação de limite sobre {\displaystyle L} pode ser denotada {\displaystyle L^{\delta }} ou {\displaystyle {\vec {L}}}.

## Distância entre palavras-ω
O Conjunto {\displaystyle \Sigma ^{\omega }} pode ser transformado num espaço métrico por definição da métrica d:Σω × Σω → R desta forma:
Se w e v compartilham algum prefixo finito, então d(w,v)= inf {2-|x| : x em Σ*, e x em ambos Pref(w) e Pref(v) }.
Senão d(w, v)=1
onde |x| é interpretado como "o tamanho de x" (numero de símbolos em x), e inf é o mínimo sobre conjuntos de números reais. Se w=v, eles não tem nenhum prefixo finito maior do que o outro, e d(w,v)=0; pode ser mostrado que d satisfaz todas as outras propriedades necessárias de uma métrica.

## Subclasses importantes
A mais usada subclasse das linguagens-ω é o conjunto de linguagens ω-regulares, que tem a útil propriedade de ser reconhecida pelo autômato de Büchi; assim o problema de decisão de se é uma linguagem ω-regular ou não é decidível e bem simples de ser computado.